# Klabund
Klabund, pseudónimo de Alfred Henschke (Crossen an der Oder, Imperio alemán; 4 de noviembre de 1890 - Davos, Suiza; 14 de agosto de 1928) fue un poeta y dramaturgo expresionista alemán.

## Biografía
Nacido en la localidad de Crossen an der Oder (más tarde Krosno Odrzańskie, en Polonia), de padre farmacéutico, Alfred Henschke contrajo la tuberculosis a los dieciséis años, enfermedad que le acompañó toda su breve existencia.
Tras finalizar los estudios primarios en Fráncfort del Óder fue a estudiar química y farmacia en Múnich, pero enseguida abandonó esos estudios para dedicarse a la filosofía, la filología y el teatro en las universidades de Múnich, Berlín y Lausana. En este periodo fue discípulo de Artur Kutscher y conoció a Frank Wedekind.
En 1912, interrumpió sus estudios y publicó su primera obra, Celestina, con el pseudónimo de Klabund, que en algunas regiones de Alemania es un nombre común mezcla de las palabras Klabautermann y Vagabund. Al ejemplo de su admirado François Villon, se consideraba «vagabundo», como «Klamauk el vagabundo» (Klamauk vagabund), personaje recurrente en sus obras de juventud.
En 1913, publicó su primer poemario, Morgenrot! Klabund! Die Tage dämmern! y comenzó a publicar en revistas como Pan, Jugend o Simplicissimus). En 1914, redactó en la revista Die Schaubühne, que en 1918 se conocería como Die Weltbühne.

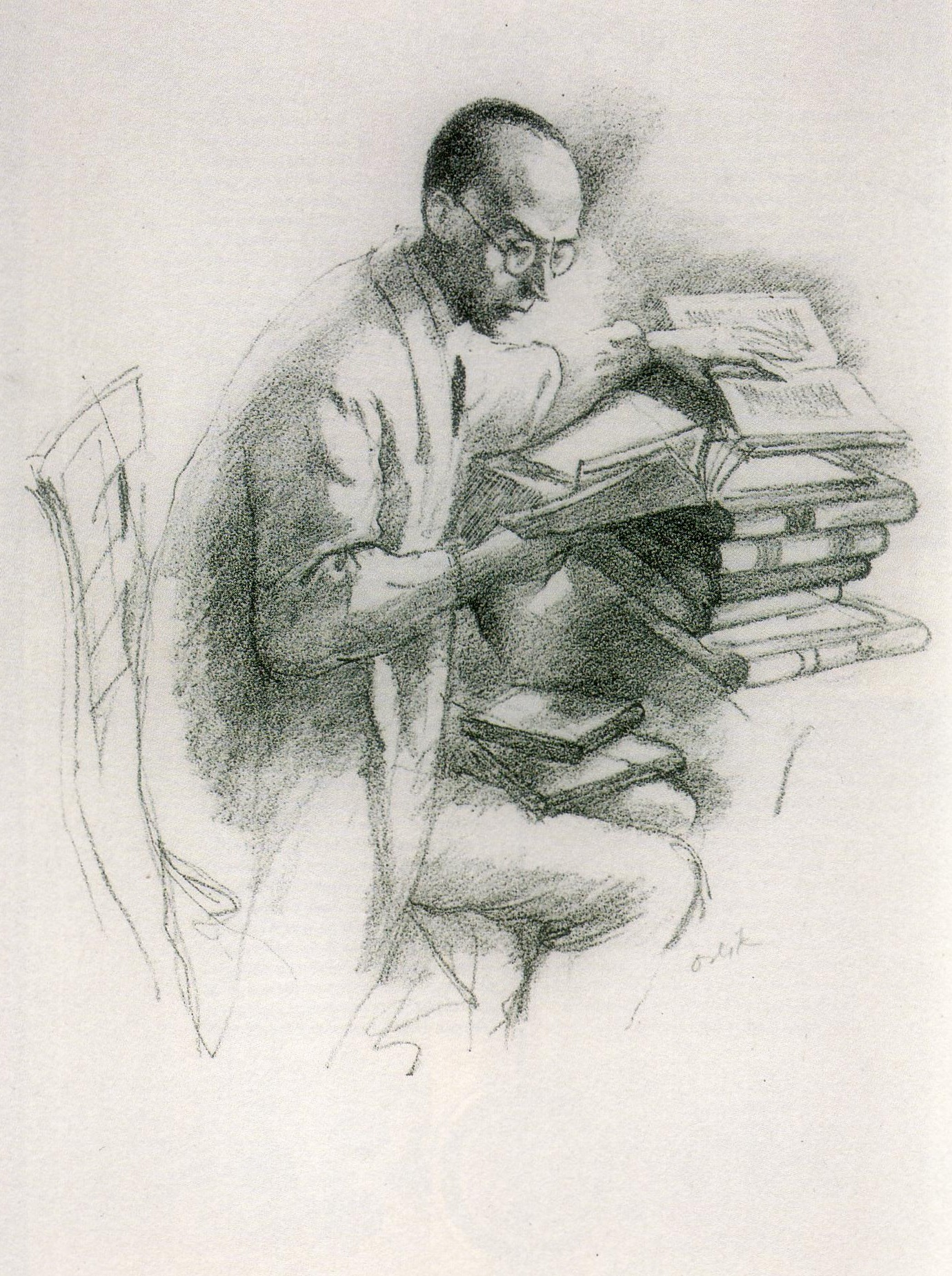
Klabund por Emil Orlik, 1915.

Favorable de entrada y con fervor patriótico a la Primera Guerra Mundial, compuso una serie de poemas patrióticos al respecto, pero no fue aceptado como voluntario por su enfermedad y desde ese momento pasó temporadas, cada vez más prolongadas, en sanatorios suizos; en ese momento se interesó y tradujo obras de literatura oriental al alemán.
Cambiado su posicionamiento en el conflicto, deseó que este terminase y publicó en 1917 en el Neue Zürcher Zeitung una carta abierta a Guillermo II de Alemania en la que le pedía al emperador que abdicara. Por esa misiva, fue acusado de traición y de crimen de lesa majestad. Todavía en Suiza, se hizo miembro del círculo de René Schickele y de su revista pacifista Weiße Blätter.
En 1918, se casó con Brunhilde Heberle, a quien había conocido en el sanatorio. Ella falleció a los pocos meses por complicaciones debidas a un parto prematuro y su bebé unos meses después, el 17 de febrero de 1919. Ese mismo año, Klabund publicó su más célebre obra en prosa, Bracke.
En 1920, escribió una novela corta Marietta, consagrada a Marietta di Monaco, su amiga y musa.
En 1923, se volvió a casar con la actriz Carola Neher. Dos años después escribió Der Kreidekreis, forma teatralizada de un antiguo poema chino, Li Sing-Tao (1279-1368). Esta pieza teatral le supuso un gran éxito. Durante los años subsiguientes escribió también para cabaret, consiguiendo un gran éxito con sus cantistorias.
Contrajo neumonía en un viaje por Italia en 1928 que, agravada por su tuberculosis crónica, le fue fatal. Falleció el 14 de agosto de 1928 al poco de llegar a Davos. Fue enterrado en su ciudad natal Crossen an der Oder, con panegírico de su amigo Gottfried Benn.

## Obra

### Literatura
- Celestina. Ein Buch Alt-Crossener Geschichten, 1912
- Klabunds Karussell. Schwänke, 1914
- Der Marketenderwagen. Ein Kriegsbuch 1916
- Moreau. Roman eines Soldaten, 1916
- Die Krankheit, 1917
- Mohammed. Der Roman eines Propheten, 1917
- Bracke. Ein Eulenspiegel-Roman, 1918
- Marietta. Ein Liebesroman, 1920
- Erotische Erzählungen - Historias eróticas., 1920, Nueva edición en español, 2021, ISBN 9783753163116
- Heiligenlegenden, 1921
- Franziskus. Ein kleiner Roman, 1921
- Kunterbuntergang des Abendlandes. Grotesken, 1922
- Spuk. Roman 1922
- Der letzte Kaiser, 1923
- Pjotr. Roman eines Zaren, 1923
- Störtebecker, 1926
- Borgia. Roman einer Familie, 1928
- Rasputin 1928/29
- Roman eines jungen Mannes, 1929

### Poesía
- Morgenrot! Klabund! Die Tage dämmern!, 1913
- Soldatenlieder, 1914
- Kleines Bilderbuch vom Kriege, 1914
- Dragoner und Husaren, 1916
- Die Himmelsleiter, 1916
- Der Leierkastenmann, 1917
- Irene oder die Gesinnung. Ein Gesang, 1917
- Die kleinen Verse für Irene, 1918
- Der himmlische Vagant, 1919
- Montezuma, 1919
- Hört! Hört! 1919
- Dreiklang, 1919
- Die Sonette auf Irene, 1920 (republié sous le titre Totenklage en 1928)
- Der Neger, 1920
- Das heiße Herz. Balladen, Mythen, Gedichte, 1922
- Gedichte, 1926
- Ode an Zeesen, 1926
- Die Harfenjule, 1927

### Teatro
- Hannibals Brautfahrt, 1920
- Die Nachtwandler, 1920 (?)
- Der Kreidekreis, 1925
- Das lasterhafte Leben des weiland weltbekannten Erzzauberers Christoph Wagner, 1925
- XYZ. Spiel zu Dreien, 1928

### Adaptaciones y traducciones
- Dumpfe Trommel und berauschtes Gong. Nachdichtungen chinesischer Kriegslyrik 1915
- Li tai-pe, 1916
- Das Sonngedicht des persischen Zeltmachers. Neue Vierzeiler nach Omar Khayyâm 1916/17
- Die Geisha O-sen. Geisha-Lieder. Nach japanischen Motiven, 1918
- Der Feueranbeter. nachdichtungen des Hafis, 1919
- Mensch, werde wesentlich! Laotse. Sprüche, 1920
- Das Blumenschiff. Nachdichtungen chinesischer Lyrik, 1921
- La Rochefoucauld - Gedanken der Liebe, 1922/23
- Der junge Aar. (L'Aiglon.) Drama in sechs Akten, 1925